# Erchin

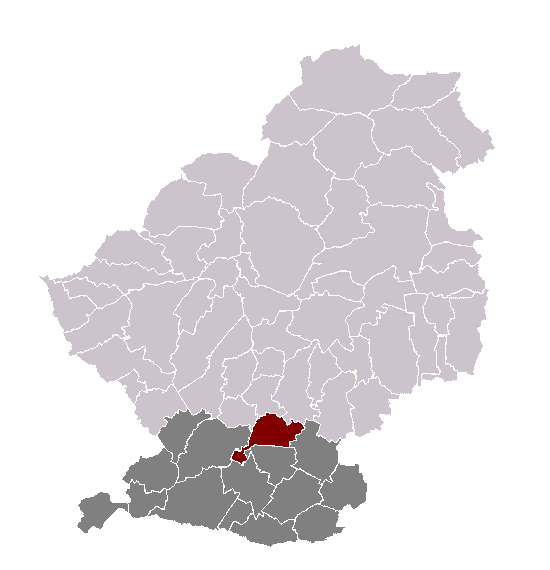
Ubicació d'Erchin dins el cantó i el districte

Erchin és un municipi francès, situat a la regió dels Alts de França, al departament del Nord. L'any 2006 tenia 722 habitants. Limita al nord amb Lewarde, al nord-est amb Masny, a l'est amb Monchecourt, al sud amb Villers-au-Tertre, al sud-oest amb Bugnicourt, a l'oest amb Cantin i al nord-oest amb Roucourt.

## Demografia
| 1962                                       | 1968 | 1975 | 1982 | 1990 | 1999 | 2006 |
| ------------------------------------------ | ---- | ---- | ---- | ---- | ---- | ---- |
| 625                                        | 644  | 630  | 653  | 810  | 781  | 722  |
| Des de 1962: població sense dobles comptes |      |      |      |      |      |      |

## Administració
| Període   | Identitat        | Partit |
| --------- | ---------------- | ------ |
| 1944-1945 | Eugène Lefebvre  |        |
| 1945-1965 | Armand Verdierre |        |
| 1965-1995 | Edmond Gay       |        |
| 1995-     | Alfred Boulain   |        |